# 片山鉄篆
片山 鉄篆（かたやま てってん、享保16年（1731年） - ?）は、江戸時代中期から後期の篆刻家。鉄篆は字。号は尚古館。 名は伊与。

## 経歴・人物
大坂出身の人物。書や篆刻に優れた片山渤海の娘。京都に住み、父に学ぶ。
墨蘭、墨竹を能くし、よく印に刻んだ。日常会話にも難しい漢語を好んで使い、相手を困らせたことから周囲から蝋石と呼ばれた。享和2年（1802年）、72歳と刻した側款を最後に、その後の消息は不明。